# Didier Queloz
Didier Patrick Queloz (* 23. února 1966) je švýcarský astronom a nositel Nobelovy ceny za fyziku. Je velmi činný v hledání extrasolárních planet v astrofyzikální skupině Cavendishovy laboratoře v Cambridgi a na Ženevské univerzitě.
Queloz vystudoval na Ženevské univerzitě, kde získal doktorát. V době svého doktorského studia spolu s Michelem Mayorem objevili první extrasolární planetu u hvězdy hlavní posloupnosti.  Provedli analýzu hvězdy 51 Pegasi pomocí měření radiální rychlosti (Dopplerova spektroskopie) a objevili planetu s oběžnou dobou 4,2 dne.  Objevená planeta zpochybnila dosavadní modely formování planet, jelikož šlo o planetu se zvláštním parametry, plynného obra obíhajícího jen těsně u mateřské hvězdy. Dnes se tato třída planet nazývá horcí Jupiteři. V roce 2011 získal společně s Mayorem ocenění BBVA Foundation Frontiers of Knowledge Award za vývoj nových astronomických přístrojů a experimentální techniky, která vedla k pozorování prvních extrasolárních planet u hvězd hlavní posloupnosti. V roce 2019 dostal společně s Michelem Mayorem Nobelovou cenu za fyziku za objev exoplanety obíhající hvězdu slunečního typu.